# Jean-Pierre Alaux
Pour les articles homonymes, voir Alaux.
Ne doit pas être confondu avec Jean-Pierre Alaux (écrivain).
 (juillet 2015).
Si vous disposez d'ouvrages ou d'articles de référence ou si vous connaissez des sites web de qualité traitant du thème abordé ici, merci de compléter l'article en donnant les références utiles à sa vérifiabilité et en les liant à la section « Notes et références ».
Jean-Pierre Alaux, né le 14 novembre 1925 à La Ciotat et mort le 14 avril 2020 à Paris, est un peintre, graveur et sculpteur français de l'École de Paris.

## Biographie

### À l'École des beaux-arts de Paris
Jean-Pierre Alaux est le fils du peintre François Alaux et de Marie-Louise de Lannoix, et descendant direct du peintre et lithographe Jean Paul dit « Gentil » Alaux (1788-1858). Après des études  secondaires chez les dominicains à Arcachon (école Saint-Elme) puis chez les maristes à La Seyne-sur-Mer (collège Sainte-Marie), il est admis au concours de l'École nationale supérieure des beaux-arts de Paris dans l'atelier de Jean Dupas de 1943 à 1949 où se trouvent également, parmi les élèves les plus connus, Joseph Archepel, Paul Ambille, Paul Collomb, Mickaël Compagnion, Geoffroy Dauvergne, Claude Dechezelle, Paul Guiramand, Roland Guillaumel, André Pédoussaut, André Plisson. Il s'y lie avec ses condisciples qui resteront toute leur vie ses amis et qu'il retrouvera dans les comités des Salons, notamment Pierre-Henry, Jean Joyet, Louis Vuillermoz, Frédéric Vidalens, Maurice Boitel, dont il fera un grand portrait sur le motif dans les années 1960 (exposé au musée de Boulogne-sur Mer en 2010).
À Paris, il retrouve les maristes de la rue de Vaugirard, qui le logent dans leur maison d'étudiants avant qu'il ne soit accueilli chez son oncle et parrain, Jean-Paul Alaux.
Il gagne sa vie en peignant de petites figurines, des couvercles de boîtes, des fixés sous verre, et une trentaine de scènes de la vie du Christ pour l'archevêché de Paris. En 1947, il part pour l'Italie à bicyclette avec Frédéric Vidalens, camarade d'atelier. Ils iront jusqu'à Rome, découvriront Florence, Assise, Viterbe, Sienne et Piero della Francesca à Arezzo, et passeront une semaine à la villa Médicis avec Éliane Beaupuy-Manciet (1921-2012) qui venait d'obtenir le prix de Rome.
En 1949, avant de quitter l'École des beaux-arts, il obtient le premier prix du concours d'affiches du faubourg Saint-Honoré avec Les Fables de La Fontaine, et une médaille d'argent au Salon des artistes français. On lui décerne le premier prix des Magasins du Printemps en 1950 avec Le Charme de Paris et le deuxième prix du faubourg Saint-Honoré pour Hommage à l'Amour. Ces deux affiches seront également éditées. En 1950, il remporte aussi le premier prix du concours international du Portrait de Jenny, qui lui vaudra de paraître en pleine page de Samedi soir, embrassé par Arletty.

### Principales expositions
Sa première exposition personnelle a lieu à Paris en 1951 (galerie Cardo), où il en présentera six autres entre 1953 et 1990 (galerie Cardo, galerie Recio, galerie Drouant, galerie d'art de la place Beauvau). Il en fera une à Enghien (galerie Hénot, en 1991), une à Clairac (galerie Feille), deux à Bruxelles 1965 et 1969 (galerie Brachot), deux à Knokke-le-Zoute en 1973 et 1981 (galerie Dandoy), trois aux États-Unis : à Boston en 1960, à New York en 1963, et à La Nouvelle-Orléans en 1971. Il a exposé à Cannes en 1965 avec Pablo Picasso (galerie 65), à Paris en 1967 avec Jacus, Mathelin et Pierre-Henry (galerie Ror Volmar), et en 1971 avec Claude Génisson et Vidalens (galerie Cardo), à Knokke-le-Zoute en 1978 avec sa fille Sophie (galerie Dandoy).

### Les Salons
Jean-Pierre Alaux présentera régulièrement des toiles dans les Salons dès 1952. Il est depuis de nombreuses années membre des comités de la Société nationale des beaux-arts, du Salon d'automne (où il est président de la section peinture à l'eau), du Salon du dessin et de la peinture à l'eau, et est responsable du groupe « symbolique-visionirique » du Salon Comparaisons. Il expose au Salon de la Marine depuis 1952 et sera nommé peintre officiel de la Marine en 1975. Nommé peintre de l'Air et de l'Espace en 1993, il expose depuis au Bourget chaque année. C'est en 1988, après sa rétrospective au Salon d'automne (Grand Palais), qu'il sera nommé chevalier de la Légion d'honneur dans la promotion du 1er avril. Il exposera jusqu'à leur disparition au Salons Terres latines et au Salon des peintres témoins de leur temps.
Jean-Pierre Alaux, membre du conseil de la Société des auteurs dans les arts graphiques et plastiques (ADAGP), fut, pendant plusieurs années, membre de la commission d'achats de l'État dans les Salons.
Entre 1952 et 1962, l'État, la ville de Paris et le musée d'art moderne de la ville de Paris lui achètent plusieurs œuvres. Il peint Show boat descendant le Mississippi pour le cargo mixte du même nom en 1959, La Mer en 1961 pour le carré des officiers supérieurs du porte-avions Foch, et Le Limousin pour le France en 1962. En 1961, il décore le chalet de ses amis Tchekoff à Megève avec ses premiers Signes du zodiaque et, en 1965, l'école maternelle de la rue Boulard à Paris, conçue par son amie l'architecte Marion Tournon-Branly.
Il est membre du conseil d'administration de la Société Nationale des Beaux Arts dans la section peinture de 1969 à 1980.
Il expose dans les Salons de province, seul comme invité d'honneur (près de cinquante villes lui ont décerné un prix ou une médaille) ou en groupe. Il est le président du Salon d'Angers en 1989, et expose aussi au Japon, en Corée, au Liban, en Allemagne, etc. Il a reçu en 1955 le prix de l'Académie des Beaux-arts, le prix Puvis de Chavannes en 1972, le grand prix des peintres témoins de leur temps en 1974, le prix signatures en 1979, le prix de l'orangerie du château de Versailles en 1980, le prix Corpet de la Fondation Taylor en 1990 et le prix de peinture de l'Agence de l'environnement et de la maîtrise de l'énergie en 1993 pour sa toile Planète précieuse, la biosphère. Les œuvres de Jean-Pierre Alaux sont conservées au musée d'art moderne de la ville de Paris, au musée national de la Marine à Paris, aux musées de Fontainebleau, de Riom, des Baux-de-Provence, au musée Rapin de Villeneuve-sur-Lot, musée Vivant-Denon de Chalon-sur-Saône et au musée Ueno au Japon.
Il a présenté plusieurs rétrospectives de ses œuvres : au Grand Palais en 1973 (Salon de la Société nationale des beaux-arts), au musée Vivant-Denon de Chalon-sur-Saône en 1987, à nouveau au Grand Palais en 1987 (hommage du Salon d'automne), au musée du Bastion Saint-André à Antibes en 1988, au Crédit mutuel de Bretagne à Brest en 1991, et à La Ciotat, sa ville natale, où il exposa cinquante ans de peinture à la chapelle des Pénitents bleus en 1993, invité par la municipalité.

### Graveur, lithographe et sculpteur
Pendant ses vacances ou dans son lit le soir, devant la télévision, il sculpte des os, des galets ou des pierres de Bernières dont la forme lui a déjà évoqué « quelque chose ». Il modèle aussi avec une pâte faite de sciures de bois et de colle vinylique, dont il enduit une structure ou qu'il façonne pour la sculpter ensuite avec des limes à bois. Son Ève au Yin-Yang, qui fit partie en 1987 de l'exposition Arborescences à l'hôtel de ville de Paris, organisée par Bernard Fischesser pour le ministère de l'Agriculture, lui a permis de devenir sociétaire en sculpture du Salon d'automne en 1986.

### Famille et modèle
Il a épousé en premières noces Jeanine Laffont, dont il aura deux enfants : Sophie, peintre et professeur d'arts plastiques, et Jean-Christophe, architecte. Avec sa seconde épouse, Gisèle, il passe l'essentiel de sa vie, presque cinquante ans. Presque tous ses personnages féminins la représentent.

### Écrivain et critique d'art
Jean-Pierre Alaux a écrit quelques contes philosophiques : Amour et humour de Dieu, Du goût, des couleurs et des lieux communs, Dialogue autour d'un fait incertain, L'Histoire du petit a. En 1981, sa Causerie statutaire au Rotary sur le thème de L'Art à notre époque obtint un grand succès.

### La peinture de Jean-Pierre Alaux
Chacune de ses toiles rend compte de ses préoccupations, de ses sensations, de ses fantasmes par l'intermédiaire de personnages, d'objets souvent symboliques, d'architectures ou de paysages, d'associations d'idées et de formes. Sa peinture, qui depuis l'École a toujours été à contre-courant des modes est difficile à classer. Symboliste, onirique, fantastique, réaliste, mais principalement influencé par le surréalisme, les allusions poétiques, musicales ou littéraires (visibles ou sous-jacentes) peuvent se mêler à l'humour ou à la fantaisie tout en exprimant tradition et modernité. Esprit curieux, inventif, épris de symboles, de mythes et de métamorphoses, son goût de la beauté sous toutes ses formes, du merveilleux, de la luxuriance baroque, de l'insolite et du sacré ainsi que ses obsessions philosophiques et métaphysiques se rassemblent pour faire se conjuguer dans ses toiles poésie, mystère et humour. Privilégiant le sens plastique à l'anecdote, il traite indifféremment la figure (ses portraits deviennent souvent des hommages (Joseph Vernet, P. P. Grasset, Callas, Ader, Maupassant, Dali, Saint-Exupéry, Maurice Boitel ou Roger Chapelain-Midy, dont il fit le portrait un an avant sa mort), les architectures avec des portraits de villes (Venise, Imperia, Berlin ou Angers), le paysage ou la nature morte. Rarement absente, la figure de la femme sert de trait d'union entre la vie et la mort, très souvent évoquée.

### Sculpture
Jean-Pierre Alaux sculpte en taille directe le bois, la pierre, l'os. Il pratique le modelage avec une technique personnelle (sciures de bois et colle vinylique), bois flottés, branches, ferraille, fils de cuivre ou de fer sont souvent le point de départ de sculptures conservées en pièces uniques ou coulées en bronze.
L'artiste meurt le 14 avril 2020.

## Collections publiques

### Espagne
- Madrid, Casa de Velázquez.

### France
- Anet, chapelle du château d'Anet : Médiatation sous la coupole.
- Les Baux-de-Provence, musée, La face cachées de la lune, peinture[5].
- Challans, mairie[5].
- Chalon-sur-Saône, musée Denon, Sphinge rabot-galère, peinture[5].
- Fontainebleau, Musée d'art figuratif, ''Front de mer, peinture[5].
- Paris :
  - Département des estampes et de la photographie de la Bibliothèque nationale de France, Le trio, lithographie, 1980[6].
  - École nationale supérieure des beaux-arts.
  - École maternelle, rue Boulard, Le manège, huile sur toile[2].
  - Musée d'art moderne de la ville de Paris[7] :
    - Paysage de Provence, huile sur panneau 38x61cm, 1958, en dépôt à la mairie de Paris.
    - Paysage de Provence, vue aérienne, huile sur toile 65x81cm, 1961, en dépôt à la mairie de Paris.

  - Musée national de la Marine[5] :
  - Hommage à Joseph Vernet, huile sur toile.
  - Carnaval de la mer, huile sur toile.
- Puteaux, Fonds national d'art contemporain, dont dépôts[7] :
  - L'incendie, huile sur toile 40x80cm, 1955, Ministère de la culture.
  - Paysage de Provence, huile sur toile 38x61cm, Direction centrale de la Police judiciaire.
  - La sécheresse, huile sur toile 73x54cm, Direction de la voirie et des déplacements.
  - L'oiseau de mer, huile sur toile 33x46cm, résidence Jean-Zay.
  - Portrait de Madame Azemar, huile sur toile 54x65cm, préfecture de l'Aveyron, Rodez.
  - Paysage de Provence, huile sur toile 27x46cm, mairie de Sainte-Livrade-sur-Lot.
- Riom, musée Mandet, Paysage de La Ciotat, peinture[5].
- Villeneuve-sur-Lot, Musée de Gajac, L'A.D.N. ou le rêve de l'escalier, peinture[5].

### Japon
- Tokyo, musée Ueno.

### Liban
- Beyrouth, musée Sursock.

## Estampes
Jean-Pierre Alaux a réalisé plus de 30 lithographies.
- Georges de Lannoy, 1945, son grand-père, gravure au burin.
- Le Repas ridicule, 1948, burin.
- Femme au peignoir, lithographie.
- Harpiste, lithographie.
- Lecture I, lithographie.
- Lecture II, lithographie.
- Marine, lithographie.
- Paysage, lithographie.
- Tournesol dans un vase ou Grand Soleil, lithographie.
- Trio, lithographie.
- Venus de la mer, lithographie.
- Violoncelliste, lithographie.
- Coquillages, lithographie.

## Bateaux
Jean-Pierre Alaux a décoré d'huiles sur toiles le paquebot France (Uzerche, 1962, cabine du Limousin), le cargo Mississippi (Show-boat descendant le Mississippi, 1958), le porte-avions Foch (La mer, 1961, carré des officiers).

## Illustrations
Il a illustré des livres de bibliophilie, des étiquettes de vin, des pochettes de disques.

## Expositions

### Expositions collectives
- 1948 : Salon des moins de trente ans, Paris[7].
- 1949-1952, 1954-1956 : Salon des artistes français, Paris[7].
- 1951, 1953, 1954, 1956 : Salon d'automne, Paris[7].
- 1956-1959 : Salon Terres latines, Paris[7].
- 1957, 1958 : Salon de la Marine, Paris.
- 1957-1959 : Salon de la Société nationale des beaux-arts, Paris[7].
- 1958-2019 : Salon des peintres témoins de leur temps, Musée Galliera, Paris.
- Août-septembre 1961 : Salon Grands et jeunes d'aujourd'hui, Hôtel Martinez, Cannes.
- Panorama de la peinture contemporaine - Paul Aïzpiri, Jean-Pierre Alaux, Paul Ambille, Yves Brayer, Bernard Buffet, Rodolphe Caillaux, Jean Carzou, Michel Ciry, Marcel Cramoysan, Jef Friboulet, Pierre Gautiez, Camille Hilaire, Franck Innocent, Monique Journod, Michel King, Roland Lefranc, Édouard Georges Mac-Avoy, Georges Mirianon, Jean Navarre, Marcel Peltier, Christian Sauvé, Robert Savary, Gaston Sébire, Arthur Van Hecke…, hôtel de ville de Sotteville-lès-Rouen, mars 1980[8].
- 1987 : Salon de la Société nationale des beaux-arts, Paris, Jeux d'échecs.
- 1989 : Salon de printemps, Notre-Dame-de-Gravenchon[5].
- 1990 : Salon de peinture de l'École polytechnique, salons d'honneur de l'École polytechnique, Palaiseau[9].
- 1990 : Salon des artistes bas-normands, Jean-Pierre Alaux invité d'honneur, Caen.
- 1992 : De Bonnard à Baselitz - Dix ans d'enrichissements du cabinet des estampes, 1978-1988, Bibliothèque nationale de France, Paris[6].
- Octobre-novembre 1998 : Artistes et présidents - Jean Commère, Antoniucci Volti, Édouard Georges Mac-Avoy, Jean Carzou, Roger Chapelain-Midy, André Hambourg, Jean-Pierre Alaux, Arnaud d'Hauterives, Gaston Sébire, Jean Cluseau-Lanauve…, salle Chemellier, Angers[10].
- Juin-décembre 2007 : L'Alternative figurative, Musée d'art Roger-Quilliot, Clermont-Ferrand[11].
- Novembre-décembre 2012 : L'arbre de vie - Jean-Pierre Alaux, Alain Bonnefoit, Jean Desvilles, José Manrubia, Cécile Reims, Lucie Rivel…, Galerie Béatrice Bellat, Paris[12].
- 2013 : Salon de la Société nationale des beaux-arts, Carrousel du Louvre, Paris, Jean-Pierre Alaux invité d'honneur.
- Octobre 2014 : 33e Salon d'automne international de Lunéville, espace culturel Erckman, Lunéville[13].
- 2019 : 30e Salon de Thorigné-Fouillard, hommage à Jean-Pierre Alaux[14].

## Réception critique
- « au-delà d'une technique magistrale visible au premier coup d'œil, les toiles de Jean-Pierre Alaux peuvent, par leur profondeur, donner le vertige à ceux qui les regardent, tant la plupart des sujets et motifs représentés nous interpellent et nous obligent à réfléchir. Par un mélange raffiné de tradition et de modernité, Jean-Pierre Alaux se veut le continuateur de tous ceux qui, du Moyen Âge à nos jours, ont voulu traduire, par un imaginaire exacerbé, des vérités difficiles à exprimer dans un langage subtilement codé. Par un jeu subtil de symboles, Jean-Pierre Alaux peut retrouver le sens profond de l'artiste en quête du sacré et nous le transmettre. » - Patrice de la Perrière[16]
- « L'insolite édulcoré par la stylisation, le fantastique harmonieusement aseptisé dans la représentation froide de créatures hiératiques au visage soigneusement impassible. » - Gérald Schurr[17]
- « Symboliste, onirique, fantastique ? C'est une peinture d'imagination, mêlant allusions poétiques, musicales, littéraires, dérivant parfois sur l'humour, dont les images constituées se rattachent souvent au répertoire surréaliste. Il situe souvent des personnages étranges, figures symboliques, mythiques, énigmatiques, comme issues de métamorphoses, dans des paysages ou des environnements fantastiques… Ses thèmes sont nombreux : la femme presque toujours présente, le nu, le paysage, la nature morte et, comme dans les Vanités d'autrefois, le temps et la mort ; on dirait qu'il a des objets fétiches qu'on retrouve par périodes : sabliers, horloges solaires, astrolabes… La technique se veut le plus fidèle possible, le plus photographiquement méticuleuse : le fantastique doit paraître réel au spectateur, obligation commune avec le surréalisme de Salvador Dalí ou d'Yves Tanguy. » - Jacques Busse[5]
- « L'artiste donne libre cours à une imagination débordante. Ses pinceaux facétieux métamorphosent fleurs, racines, voiles ou coquillages en autant de créatures humaines ou animales. Les marionnettes des premières années donnent naissance à des compositions où des personnages reliés par des fils à un ordonnateur céleste s'affolent dans un paysage méridional. Faut-il, comme le suggère Jacques Mousseau, évoquer Carl Gustav Jung pour mieux comprendre les détours de l'artiste ? Ce n'est pas certain. L'œuvre, métissé de la plus classique des traditions et de la modernité surréaliste, témoigne de la virtuosité d'un artiste qui s'interdit d'évoluer au seul prétexte de satisfaire aux sirènes de son temps… Aux sirènes de la modernité, Jean-Pierre Alaux préfère le langage du poète, charmeur et insolite, à l'image de l'univers qu'il nous livre. » - Éric Mercier[11]

## Récompenses
- 1949 : premier prix des affiches du Faubourg Saint-Honoré : Les Fables de La Fontaine.
- 1949 : médaille d'argent du Salon des artistes français[7].
- 1950 : prix des affiches du Faubourg Saint-Honoré et du Printemps : Hommage à l'Amour et Le Charme de Paris.
- 1950 : premier prix du concours international du Portrait de Jennie.
- 1951 : médaille d'or du Salon des artistes français[7].
- 1955 : prix de l'Académie des beaux-arts.
- 1963 : grande médaille d'argent de la ville de Paris.
- 1970 : prix du mérite culturel et artistique.
- 1973 : prix Puvis-de-Chavannes[5].
- 1974 : grand prix des peintres témoins de leur temps.
- 1979 : prix de la ville de Yokohama.
- 1980 : grand prix de l'Orangerie du château de Versailles.
- 1981 : prix de la Fondation Taylor.
- 1989 : premier prix du Salon des échecs, Le Havre.
- 1990 : prix de la sculpture, Caen.
- 1993 : grand prix de peinture, mairie du Xe arrondissement, Paris.
- 2000 : médaille de vermeil de la ville de Paris.

## Distinctions
- Peintre officiel de la Marine, 1975[5].
- 1988 : chevalier de la Légion d'honneur (ministère de la Culture).

### Filmographie
- Jean Desvilles, Jean-Pierre Alaux, DVD éditions Arts et résonances (bande-annonce en ligne).

### Émission radiophonique
- « Jean-Pierre Alaux et la dynastie Alaux  Émission », Radioscopie, 1989, émission de Jacques Chancel sur France-Inter.